# Juan Pablo Llinás
Juan Pablo Llinás Olarte (Sabanalarga, Atlántico; 8 de diciembre de 1903 - Bogotá, 19 de mayo de 1982) fue un médico y político colombiano, que ejerció como Alcalde de Bogotá entre 1958 y 1961. Tío del neurocientífico Rodolfo Llinás.

## Biografía
Juan Pablo Llinás estudió en el Colegio Mayor de Nuestra Señora del Rosario. Doctor en Medicina y Cirugía de la Universidad Nacional de Colombia, en la cual se graduó en 1928 con una tesis laureada titulada, “Investigaciones sobre electrocardiografía en Bogotá”.
En 1929 fue enviado como becario a especializarse en Anatomía Patológica a Francia iniciando sus estudios de técnica histológica en Burdeos bajo la conducción del Prof. G Dubreuil, complemetando sus estudios en España y Alemania. A su regreso se hizo cargo del laboratorio Santiago Samper y de la cátedra de Patología de la Universidad Nacional que ganó por concurso a partir de 1932, siendo profesor por espacio de más de 25 años. Ocupó la jefatura de Anatomía Patológica del Hospital San José en 1933 y la Decanatura de Facultad de Medicina entre 1936 y 1938.
En 1934 mediante decreto 1160 de junio 26, es comisionado junto a los Dres. Daniel Brigard, Ruperto Iregui y Alfonso Flores para integrar la comisión del Radium, que se encargó de diligenciar todo lo atinente al montaje y adquisición de equipos e insumos para la creación del Instituto Nacional del Radium, hoy Instituto Nacional de Cancerología, de cuya junta organizadora formó parte siendo el primer jefe de la Sección Anatomo-Patológica y Laboratorios.
La destacada trayectoria académica del Juan Pablo Llinás Olarte le llevó a desempañarse a más de Decano de la Facultad de Medicina, a cargo similar Facultad de Medicina en la Universidad Javeriana durante varios años. En 1941 hizo parte de la Junta Directiva de la Federación Médica Colombiana y en 1943 ingresa como miembro de número de la Academia Nacional de Medicina, en la que desempeñó la secretaría general de la ANM en los periodos sucesivos de 1944 a 1946 y en 1948, luego como vicepresidente para el bienio de 1965 a 1967 y como presidente entre 1970 a 1973. Como complementaria a dicha labor se desempeñó como director del Hospital San Juan de Dios de Bogotá entre 1950 y 1952, correspondiéndose adelantar la obra de gran parte del edificio que albergó a dicha institución. En 1978 le es conferida la dignidad de Miembro Honorario de la ANM.
El 7 de diciembre de 1955 durante el desarrollo del Seminario Nacional de Educación Médica en la ciudad de Cali hace parte de los miembros fundadores de la Sociedad Colombiana de Patología.
Su producción académica fue variada y entre sus numerosos escritos médicos destacan los realizados sobre: “Tumores de Kruckenberg”, “Histología del escleroma”; “Histopatología del cáncer mamario”; “Histofisiología del ovario”.
Durante su desempeño profesional matizó la docencia con la administración pública, siendo alcalde de Bogotá en 2 oportunidades (1945 y 1958) y Ministro de Salud en 1957. En el servicio Diplomático se desempeñó como Embajador en Suiza, Alemania, la ONU y Egipto. Además de ello fue elegido Concejal de Bogotá, Diputado de Cundinamarca y Parlamentario en varias legislaturas resaltando sus calidades de culto orador.

## Condecoraciones
De numerosas entidades recibió valiosas distinciones entre las cuales figuran:, la Gran Cruz de Boyacá, la Orden del Mérito Militar “Antonio Nariño”, la Medalla de Oro de Madrid, la Gran Cruz de la Universidad Javeriana, la Medalla por Servicios Distinguidos de la Policía Nacional de Colombia y La Gran Cruz del Mérito “Ciudad de Bogotá”.